# شماره شناسایی مالیات بر ارزش افزوده
شماره شناسایی مالیات بر ارزش افزوده یا شماره شناسایی مالیات بر ارزش افزوده (VATIN) شناسه‌ای است که در بسیاری از کشورها از جمله کشورهای اتحادیه اروپا برای اهداف مالیات بر ارزش افزوده استفاده می‌شود.
در اتحادیه اروپا، شماره شناسایی مالیات بر ارزش افزوده می‌تواند به صورت آنلاین و در وب سایت رسمی اتحادیه اروپا VIES تأیید شود. این تأیید می‌کند که شماره در حال حاضر تخصیص یافته‌است و می‌تواند نام یا سایر مشخصات شناسایی موجودی را که شناسه به آن اختصاص یافته‌است، ارائه دهد. با این حال، بسیاری از دولت‌های ملی به دلیل قوانین محافظت از داده‌ها، شماره شناسایی مالیات بر ارزش افزوده نمی‌دهند.